# ییرژی نمتس
ییرژی نمتس (چکی: Jiří Němec؛ زادهٔ ۱۵ مهٔ ۱۹۶۶) بازیکن فوتبال اهل جمهوری چک بود.
از فیلم‌ها یا برنامه‌های تلویزیونی که وی در آن نقش داشته‌است می‌توان به گزارش یک جشن و مهمانانش اشاره کرد.
از باشگاه‌هایی که در آن بازی کرده‌است می‌توان به باشگاه فوتبال ویکتوریا ژیژکوف، باشگاه فوتبال بلشانی، باشگاه فوتبال شالکه ۰۴، دوکلا پراگ، و باشگاه فوتبال اسپارتا پراگ اشاره کرد.
وی همچنین در تیم‌های ملی فوتبال چکسلواکی و جمهوری چک بازی کرده‌است.